# كيلي شابمان
كيلي شابمان (بالإنجليزية: Kelly Chapman)‏ هي منتجة أفلام أسترالية، ولدت في 11 يونيو 1967.

## وصلات خارجية
- كيلي شابمان على موقع IMDb (الإنجليزية)
- كيلي شابمان على موقع قاعدة بيانات الفيلم (الإنجليزية)